# Israel Rodríguez (attore)
Israel Rodríguez (Madrid, 20 marzo 1982) è un attore spagnolo.

## Filmografia

### Cinema
- Pajarico, regia di Carlos Saura Medrano (1998) Ruolo: Emilio
- Cuando vuelvas a mi lado, regia di Gracia Querejeta (1999) Ruolo: Santos
- Y tu, ¿qué harías por amor?, regia di Carlos Saura Medrano (2001) Ruolo: Santos
- Historia de Lena, regia di Gonzalo Tapia (2001) Ruolo: Toño
- Pasión Adolescente, regia di Joaquín Llamas (2001) Ruolo: Rafa
- En malas compañías, regia di Antonio Hens (2001)
- Piedras, regia di Ramón Salazar (2002) Ruolo: Camello
- Tiempo de tormenta, regia di Pedro Olea (2002)
- 5 escorpiones, regia di Rafael Luque (2005)
- Sprint especial, regia di Juan Carlos Claver (2007) Ruolo: Roberto
- No digas nada, regia di Felipe Jiménez Luna (2007) Ruolo: Sergio
- Clandestinos, regia di Antonio Hens (2007)

### Televisione
- Il segreto nel ruolo di Antonio Moreno.
- Fisica o chimica (Física o Química) nel ruolo di Borja.
- Arrayán nel ruolo di Daniel Rodríguez.
- A ver si llego nel ruolo di Repartidor.
- Yo soy Bea nel ruolo di Jota
- Un paso adelante nel ruolo di Friqui.
- Casi perfectos nel ruolo di Quique.
- Javier ya no vive solo nel ruolo di Rodrigo.
- El comisario nel ruolo di Toto Moreno Hurtado.
- Raquel busca su sitio in un solo episodio.
- Robles investigator nel ruolo di Javi.
- Compañeros nel ruolo di Lucas.
- Periodistas in un solo episodio.
- El grupo in un amico di Fidel.
- Café con leche come comparsa.
- A salir de clase nel ruolo di Rafa.
- El Súper (1997)

### Teatro
- Los 80 son nuestros diretto da Antonio del Real
- Tres actor desafiantes diretto da José Pascual
- Las alegras comadras de Windsor diretto da Gustavo Tambadsio

### Cortometraggi
- El hijo.5 escorpiones.
- El despropósito.
- Gol diretto da Daniel Sanchez Arévalo.
- Mirar es un pecado
- Malas Compañías diretto da Antonio Hens.

### Premi
- Festival di Cortometraggio di Alcalá de Henares.
- Migliore interpretazione maschile.